# Roberto Santiago
Roberto 
 (Madrid, 5 de julio de 1968) es un escritor y director de cine, guionista y dramaturgo .

## Biografía
Estudió Imagen y Sonido en la Universidad Complutense y creación literaria en la Escuela de Letras de Madrid.
Dirigió su primer cortometraje en 1999, Ruleta, presentada en la sección oficial del Festival de Cannes; para seguir en 2001 con Hombres felices, estrenada en el Festival de cine español de Málaga. En 2005 estrenó El penalti más largo del mundo, nominado al Goya como Mejor Guion Adaptado y con más de un millón de espectadores en salas de toda España. En 2007, dirigió El club de los suicidas, basada en la novela de Robert Louis Stevenson y en el 2009 Al final del camino filmada íntegramente en el Camino de Santiago. En 2010, continuó con ¿Estás ahí?, basada en la obra homónima de Javier Daulte y por último en 2011 con El sueño de Iván, una película estrenada en diversos países de habla hispana, y apadrinada por Unicef por sus valores con la infancia. . En 2014 estrenó su película Solo para dos, una coproducción entre España, Argentina y Venezuela. Ese mismo año rodó La cosecha,  una comedia de terror independiente que ha ganado premios en varios festivales como Oregón o Long Island.
Ha sido guionista de todas sus películas, además de El juego de la verdad, El diario de Carlota y El arte de robar. Así como guionista de la película Los Futbolísimos basada en su propia novela.
En televisión, donde dio sus primeros pasos como guionista de programas de humor, dirigió varios episodios de la serie El síndrome de Ulises (Antena  teatro escribió Share 38 (Premio Enrique Llovet 2000), Desnudas (accésit Premio Sgae 2002),  y La felicidad de las mujeres 2008 , Decir que no (2013), El lunar de Lady Chatterley (2014), y Topos, basado en hechos reales (2015), así como las adaptaciones de El otro lado de la cama (Premio T de teatro como autor revelación), y de Perversiones sexuales en Chicago (David Mamet), y Más apellidos vascos.
Como escritor ha publicado varios libros juveniles e infantiles, entre los que destaca "Los Protectores" (Premio El Barco de Vapor 2016) Jon y la máquina del miedo (Premio Edebé de Literatura Infantil y Juvenil 1999),  la colección de El Mundo según Claudio (Premio Internacional de Formatos 2000), El ladrón de mentiras (Editorial SM), o las más recientes El sueño de Iván (Editorial SM, 2011), Alexandra y las siete pruebas (Editorial Edebé, 2012), y  "Bajo el Fuego de las balas pensaré en ti" (Edebé), y la colección "Los Forasteros del Tiempo" (Editorial SM)
Su colección de novelas de fútbol e intriga Los Futbolísimos (SM), se ha convertido en un fenómeno editorial, siendo una de las colecciones de Literatura Infantil más vendida en España de todos los tiempos. Ha sido traducida a varios idiomas. Además, ha sido adaptada al cine y al teatro con gran éxito. Y también se ha convertido en una novela interactiva en el diario AS con la participación de los lectores, que eligen entre diversas tramas con sus votos. 
Ana (Editorial Planeta) es su primera novela para adultos. Un thriller de investigación judicial protagonizado por Ana Tramel, una abogada controvertida que regresa a los tribunales para defender a su hermano, acusado de asesinar al director del casino de Robredo. Ha sido traducida a varios idiomas y publicada en diversos países (Francia, Italia, Polonia, etc). De la mano de TVE, se adaptó a televisión con el título Ana Tramel. El juego, creada y escrita por el propio Roberto Santiago y protagonizada por Maribel Verdú.
En 2021 inicia un proyecto excepcional: el multiverso SUPERHÉROES (Destino Infantil y Juvenil). Cuatro colecciones independientes (Los Once, Las Princesas Rebeldes, Los Gamers Piratas y Escuadrón K) donde los protagonistas son niños y niñas que al cumplir
11 años desarrollan superpoderes.
En 2023 recibe el premio de novela Fernando Lara por su novela negra La rebelión de los buenos, publicada por Editorial Planeta. 
Como reconocimiento al conjunto de su obra literaria, ha recibido el Premio Cervantes
Chico, por su contribución a la difusión de la literatura de calidad entre los más jóvenes.

## Filmografía
Cine (largometrajes)
- Los Futbolísimos (guionista y actor) (2019)
- La cosecha (2014)
- Solo para dos (2014)
- El sueño de Iván (2011)
- ¿Estás ahí? (2011)
- El diario de Carlota (guionista)  (2010)
- Al final del camino (2009)
- El arte de robar (guionista) (2008)
- El club de los suicidas (2007)
- El penalti más largo del mundo (2005)
- El juego de la verdad  (guionista) (2005)
- Hombres felices (2001)

Series (TV)
- Ana Tramel. El juego (2022) (guionista)
- El síndrome de Ulises (2008-2009) (director)

## Libros
- El ladrón de mentiras (1996)
- El último sordo (1997)
- Prohibido tener catorce años (1998)
- El empollón, el gafotas, el cabeza cuadrada y el pelmazo (1999)
- Jon y la máquina del miedo (1999)
- Cuentatrás (2000)
- Dieciocho inmigrantes y medio (2002)
- Pat Garret y Billy el niño nunca tuvieron novia (2003)
- Poderes sobrenaturales (2004)
- El sueño de Iván (2010)
- Alexandra y las siete pruebas (2012)
- Los Futbolísimos. El misterio de los árbitros dormidos (2013)
- Los Futbolísimos. El misterio de los siete goles en propia puerta (2013)
- Los Futbolísimos. El misterio del portero fantasma (2013)
- Bajo el fuego de las balas pensaré en ti (2014)
- Los Futbolísimos. El misterio del ojo de halcón (2014)
- Los Futbolísimos. El misterio del robo imposible (2014)
- Los Futbolísimos. El misterio del castillo embrujado (2015)
- Los Futbolísimos. El misterio del penalti invisible (2015)
- Los Forasteros del tiempo. La aventura de los Balbuena en el lejano Oeste (2015)
- Segundas partes. Hansel y Gretel: El retorno de la bruja (2015)
- Segundas partes. El patito feo y sus fieles seguidores (2015)
- Segundas partes. Caperucita Roja: ¿Dónde está el lobo feroz? (2016)
- Segundas partes. La bella durmiente: otro desplante al hada (2016)
- Los Futbolísimos. El misterio del circo del fuego (2016)
- Los Forasteros del tiempo. La aventura de los Balbuena y el último caballero (2016)
- Los Protectores (2016)
- Los Futbolísimos. El misterio de la lluvia de meteoritos (2016)
- Los Futbolísimos. El misterio del tesoro pirata (2016)
- Los Forasteros del tiempo. La aventura de los Balbuena en el Imperio Romano (2017)
- Los Futbolísimos. El misterio del día de los inocentes (2017)
- Ana (2017)
- Los Futbolísimos. El misterio del Obelisco mágico (2017)
- Los Forasteros del tiempo. La aventura de los Balbuena en el galeón pirata (2017)
- Los Futbolísimos. El misterio del jugador número 13 (2018)
- Los Forasteros del tiempo. La aventura de los Balbuena y el pequeño gánster (2018)
- Los Futbolísimos. El misterio de la tormenta de arena (2018)
- Los Futbolísimos. El misterio de las 101 calaveras (2019)
- Los Forasteros del tiempo. La aventura de los Balbuenas entre dinosaurios (2019)
- Los Futbolísimos.  El misterio del último hombre lobo (2019)
- Los Forasteros del tiempo. La aventura de los Balbuena en la gran pirámide (2019)
- Los Forasteros del tiempo. La aventura de los Balbuena en las antiguas olimpiadas (2019)
- Los Futbolísimos.  El misterio de las botas mágicas (2020)
- Los Forasteros del tiempo. La aventura de los Balbuena con los inventores del fútbol (2020)
- Los Forasteros del tiempo. La aventura de los Balbuena con los Superninjas (2020)
- Los Futbolísimos. El misterio de la isla de volcán (2020)
- Los Forasteros del tiempo. La aventura de los Balbuena con los vikingos (2021)
- Los Once 1. El delantero que volaba al atardecer (2021)
- Las Princesas Rebeldes 1. El misterio de la virgulina inmortal (2021)
- Los Futbolísimos. El misterio de las brujas futbolistas (2021)
- Los Forasteros del tiempo. La aventura de los Balbuena: Objetivo la luna (2021)
- Los Futbolísimos. El misterio de la máscara de oro (2021)
- Los Forasteros del tiempo. La aventura de los Balbuena con los trece mosqueteros (2022)
- Los Once 2. El portero con los brazos más largos del mundo (2022)
- Las Princesas Rebeldes 2. El misterio del palacio invisible (2022)
- Los Forasteros del tiempo. La aventura de los Balbuena en la isla de los gigantes (2022)
- Los Futbolísimos. El misterio del cerro de las águilas (2022)
- Los Once 3. El centrocampista que viajaba en el tiempo (2022)
- Las Princesas Rebeldes 3. El misterio de los ninjas de la Media Luna (2022)
- Los Gamers Piratas 1. Destino: Mítica Infinite (2022)
- Los futbolisimos. El misterio del mundial en África (2022)
- Los Forasteros del tiempo. La aventura de los Balbuena en el futuro (2023)
- Los Futbolísimos. El misterio de la casa encantada (2023)
- Los Once 4. El partido del siglo: mutantes y princesas (2023)
- Las Princesas Rebeldes 4. El misterio del dragón rojo (2023)
- Los Gamers Piratas 2. campamento gametuber (2023)
- Los Once 5. El lateral izquierdo más rápido del mundo (2023)
- Las Princesas Rebeldes 5. El misterio de Aurax (2023)
- Los Forasteros del tiempo. La aventura de los Balbuena en la Edad de Hielo (2023)
- Los Gamers Piratas 3. el tridente mágico de Poseidón (2023)
- Los Once 6. El penalti fantasma (2023)
- Escuadrón K. Sin límites (2023)
- Los Futbolísimos. El misterio del rodaje mágico (2023)
- La Rebelión de los Buenos (2023)[5]

## Teatro
- Share 38 (2000)
- Desnudas (2002)
- El otro lado de la cama (adaptación; 2004)
- La felicidad de las mujeres (2008)
- Perversiones sexuales en Chicago (adaptación; 2010)
- Decir que no (2013)
- El lunar de Lady Chatterley (2014)
- Más apellidos vascos (2015)
- Topos, basado en hechos reales (2015)
- Adolescer 2055 (2015)

## Nominaciones
Premios Goya
| Año  | Categoría            | Película                       | Resultado |
| ---- | -------------------- | ------------------------------ | --------- |
| 2006 | Mejor guion adaptado | El penalti más largo del mundo | Nominado  |

## Premios
- 1999: Premio Edebé de literatura infantil y juvenil
- 2016: Premio El Barco de Vapor
- 2021: Premio Cervantes Chico de Literatura Infantil y Juvenil[7]
- 2023: Premio Fernando Lara de Novela[8]